# Deák Pál (orvos)
Deák Pál, 1917-ig Deuts (Budapest, Terézváros, 1909. május 9. – Budapest, 1965. július 27.) orvos, radiológus, egyetemi tanár, az orvostudományok kandidátusa (1959).

## Élete
Deák (Deuts) Henrik (1877–1932) magánhivatalnok és Eisenberg Mina (1882–1938) gyermekeként született. A budapesti Eötvös József Gimnáziumban érettségizett. Egyetemi tanulmányait a numerus clausus miatt a párizsi Sorbonne-on kezdte, majd sikerült bekerülnie a Pázmány Péter Tudományegyetemre, ahol 1934-ben szerzett orvosi diplomát. 1935-ben a budakeszi Erzsébet királyné Szanatóriumban kezdett dolgozni, de még ugyanazon év decemberében a budapesti Apponyi Poliklinikán lett röntgenorvos. 1939-től 1941-ig a zsidótörvények miatt az Izraelita Szeretetkórházban dolgozott. 1943 és 1944 között több alkalommal munkaszolgálatra vitték. 1944 novemberében deportálták, de visszatért Budapestre. Távollétében feleségét elhurcolták és megölték. Hónapokat töltött azzal, hogy felesége után kutasson, míg végül szembenézett a halálával. 1945 után az Országos Társadalombiztosító Intézet szakorvosaként állt ismét munkába. 1950-től a Fővárosi Tétényi úti Kórház főorvosa lett. 1956-ban kinevezték az Országos Röntgen és Sugárfizikai Intézet helyettes igazgatójává, majd 1962-től igazgatójává. 1956-ban Vietnamba utazott, ahol egy évig a Hanoi Egyetemen adott elő és segítette az észak-vietnami röntgenológiai ellátás és szakképzés megszervezését. 1962-ben az Orvostovábbképző Intézet röntgen tanszékének vezetője lett. Tudományos munkássága a csontröntgen és diagnosztika területére terjedt ki. Tanulmányai a hazai és külföldi szakfolyóiratokban jelentek meg. A Keletnémet Radiológiai Társaság és a Párizsi Orvostársaság tagjai közé választotta. Az Egészségügyi Tudományos Tanács Radiológiai Szakbizottságának elnöke, a Magyar Radiológus Szakcsoport Elnökségének tagja, a Magyar Radiológia és a Radiológiai Közlemények főszerkesztője volt.
Felesége Guttmann Éva (1915–1945) volt, akivel 1938. november 22-én kötött házasságot.
A Kozma utcai izraelita temetőben nyugszik (5B-7-5).

## Főbb művei
- Röntgenkép-Röntgen lelet (Budapest, 1963)
- Diagnostik der Knochen und Gelenke nach führenden Röntgensymptomen (Budapest, 1965)

## Díjai, elismerései
- Munka Érdemrend (1958)
- Barátság Érdemérem (1962)